# Pierre Kezdy
Pierre Kezdy (Chicago, 4 de enero de 1962 – Glenview, 9 de octubre de 2020) fue un bajista estadounidense, reconocido por haber tocado en varias bandas de punk de Chicago como Naked Raygun, Pegboy, Strike Under, Arsenal y Trial By Fire. Era el hermano menor del líder de la banda Effigies, John Kezdy.

## Biografía
Kezdy inició su carrera musical con la banda Strike Under en 1979. Cuando el cantante de la agrupación Steve Bjorklund abandonó en 1981, los miembros restantes, incluido Kezdy, formaron Trial By Fire, otro proyecto de corta duración. En 1982 Kezdy reemplazó a Camilo González en Naked Raygun, uniéndose a la banda para grabar su segundo disco, All Rise. Naked Raygun se separó en 1992, y dos años después Kezdy tomó el lugar de Steve Saylors en Pegboy, agrupación creada por John Haggerty. Cuando Naked Raygun se reunió en 2007, Kezdy fue reemplazado en Pegboy por Mike Thompson.
El músico sufrió un infarto en 2010 y no pudo actuar con Naked Raygun durante gran parte de la gira ese año, por lo que debió ser reemplazado en el escenario por Pete Mittler. Kezdy pudo volver a las giras en 2013.
Kezdy falleció de cáncer el 9 de octubre de 2020 a los cincuenta y ocho años, en Glenview, Illinois.

## Discografía destacada

### Strike Under
- Immediate Action (1981)

### Naked Raygun
- All Rise (1986)
- Jettison (1988)
- Understand? (1989)
- Raygun...Naked Raygun (1990)
- Last of the Demo Hicans (1997)
- Free Shit (2001)
- What Poor Gods We Do Make DVD (2007)

### Pegboy
- Earwig (1994)
- Cha Cha Damore (1997)